# Tyrosin
Tyrosin (Tyr eller Y) eller 4-hydroxifenylalanin, är en av de 20 aminosyrorna som är byggstenar i proteiner. Ämnet tillhör gruppen hydrofila eller polära aminosyror. Det upptäcktes år 1846 av den tyske kemisten Justus von Liebig i proteinet kasein från ost.

## Funktion
Tyrosin är en ingrediens vid kroppens tillverkning av tyreoideahormoner som styr kroppens ämnesomsättning, samt dopamin, melanin och noradrenalin. I den genetiska koden kodas tyrosin av två kodon: UAC och UAU.
Bortsett från att vara en proteinogen aminosyra, har tyrosin en särskild roll på grund av sin fenolfunktionalitet. Den förekommer i proteiner som är en del av signalöverföringsprocesser. Den fungerar som en mottagare av fosfatgrupper som överförs med hjälp av proteinkinaser (s.k. receptortyrosinkinaser). Fosforylering av hydroxylgruppen förändrar aktiviteten hos målproteinet.
En tyrosinrest spelar också en viktig roll vid fotosyntesen. I kloroplaster (fotosystem II), fungerar den som en elektrondonator i minskningen av oxiderad klorofyll. I denna process, förlorar den väteatomen av sin fenoliska OH-grupp. Denna radikal reduceras därefter i fotosystem II med de fyra kärnmanganklusterna.

## Biosyntes

Växtbiosyntesen av tyrosin från shikimsyra.

I växter och de flesta mikroorganismer, produceras tyrosin via prefenat, en mellanprodukt på shikimatspåret. Prefenat är dekarboxyleras oxidativt med bibehållande av hydroxylgruppen för att ge p-hydroxyfenylpyruvat, vilket använder glutamat som kvävekälla för att ge tyrosin och α-ketoglutarat.
Däggdjur syntetiserar tyrosin från den essentiella aminosyran fenylalanin som härrör från livsmedel. Omvandlingen av fenylamin till tyrosin katalyseras av enzymet fenylalaninhydroxylas, ett monooxygenas. Detta enzym katalyserar reaktionen och orsakar tillsats av en hydroxylgrupp till slutet av sex-kol aromatisk ring av fenylalanin, så att den blir tyrosin.  Människor som lider av fenylketonuri saknar förmågan att omvandla fenylalanin till tyrosin och måste därför begränsa sitt intag av fenylalanin.

## Metabolism

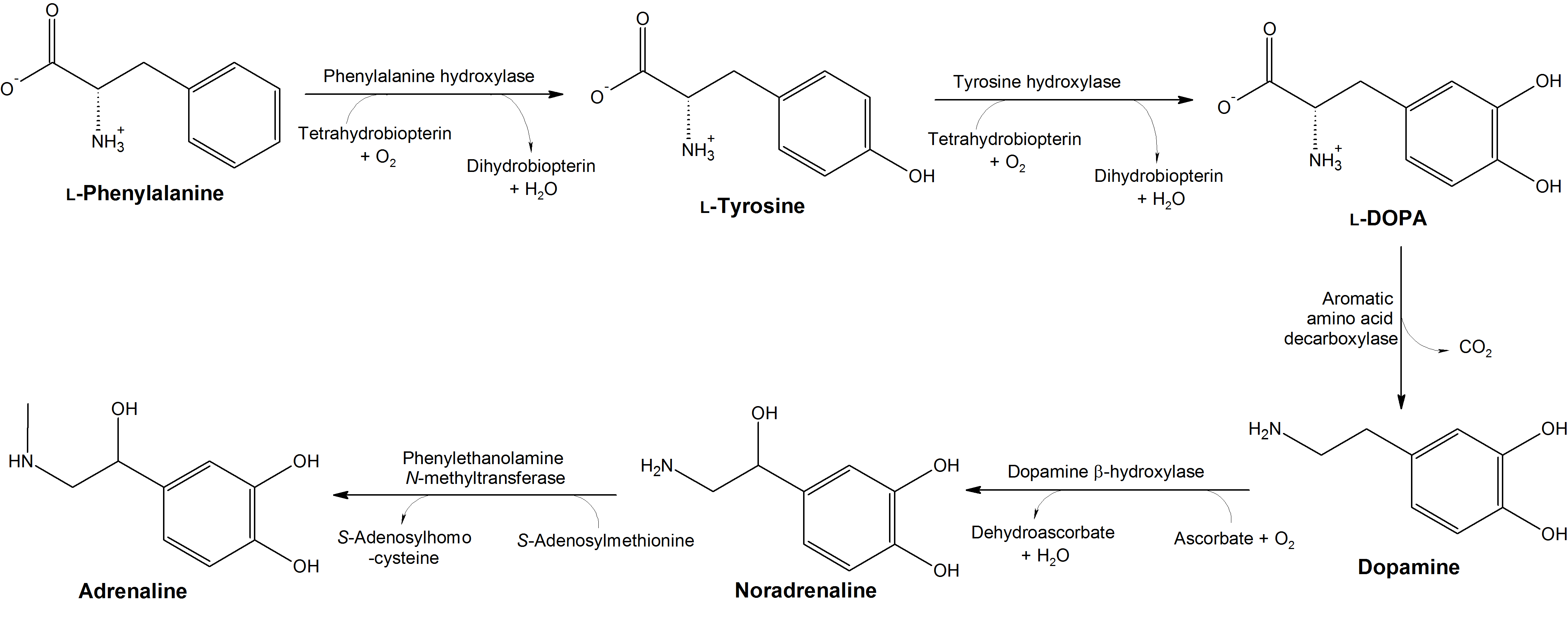
Omvandling av fenylalanin och tyrosin till sina biologiskt viktiga derivat.

## Medicinskt bruk
Tyrosin är en föregångare till neurotransmittorer och ökar nivån av plasmaneurotransmittorer (särskilt dopamin och noradrenalin), men har liten, om någon alls effekt på humöret. Effekt på humöret är mer märkbar hos människor som utsätts för stressande förhållanden.
Ett antal studier har visat att tyrosin kan vara till nytta under förhållanden av stress, kyla, trötthet, långvarigt arbete och sömnbrist, med minskningar av stresshormoner, minskningar av stressinducerad viktförlust, vilket visats i djurförsök.

## Framställning och användning
L-tyrosin och dess derivat (L-DOPA, melanin, fenylpropanoider och andra) används i läkemedel, kosttillskott och livsmedelstillsatser. Två metoder användes tidigare för att tillverka av L-tyrosin. Den första innefattar extraktion av den önskade aminosyran från proteinhydrolysat genom kemiska tillvägagångssätt. Den andra utnyttjar enzymatisk syntes från fenoler, pyruvat och ammoniak genom användning av tyrosinfenollyas. Framsteg inom genteknik och tillkomsten av industriell fermentering har förändrat syntesen av L-tyrosin till användningen av konstruerade stammar av E.coli.